# Henri Giraud (aviateur)
Pour les articles homonymes, voir Henri Giraud et Giraud.
 (janvier 2017).
Si vous disposez d'ouvrages ou d'articles de référence ou si vous connaissez des sites web de qualité traitant du thème abordé ici, merci de compléter l'article en donnant les références utiles à sa vérifiabilité et en les liant à la section « Notes et références ».
Henri Giraud (né le 16 mai 1920 à Marcollin et mort le 19 novembre 1999 à La Tronche) est un aviateur français et une figure légendaire du vol de montagne.

## Biographie
Fondateur de l’aéro-club de l'Oisans qu’il dédie à l’aviation de montagne, Henri Giraud cumule plus de 40 000 heures de vol. Formé par le Suisse Hermann Geiger, il se spécialise dans les atterrissages sur glaciers et terrains en altitude (100 000 atterrissages en montagne), effectuant ainsi des dizaines de sauvetages.
Le 23 juin 1960, il pose son Choucas F-BAYP (un Piper PA-18) au sommet du mont Blanc sur un « terrain » de 20 mètres de long. Il s'est aussi posé sur le mont Aiguille en 1957.
Ses nombreux exploits (illégaux jusqu’alors) sont à l’origine d’une réglementation du vol en montagne (loi du 12 juillet 1963) et de la qualification de pilote de montagne.
Il finit sa carrière sur son fameux Jodel D 140 R « Abeille » F-BOPT à bord duquel il fit découvrir les merveilles du vol de montagne à des centaines de touristes et d’élèves.

## Hommage
L'altiport de l'Alpe d'Huez porte son nom.